# Honduras Brytyjski na Letnich Igrzyskach Olimpijskich 1972
Honduras Brytyjski na Letnich Igrzyskach Olimpijskich 1972 reprezentował jeden zawodnik, mężczyzna.

## Skład kadry

### Strzelectwo
- Owen Phillips
  - Pistolet dowolny 50 m – 59. miejsce
  - Karabinek sportowy leżąc 50 m – 101. miejsce